# 球磨 (軽巡洋艦)
球磨（くま）は、日本海軍の二等巡洋艦(軽巡洋艦)。
球磨型の1番艦。
艦名は熊本県の球磨川にちなむ。
帝国海軍の命名慣例については日本艦船の命名慣例を参照。

## 艦型

### 竣工時
球磨型軽巡洋艦#艦型を参照。
前部マスト横桁の位置が多摩などと違いがあり、若干高い位置に設置された。

### 竣工後
1924年（大正13年）頃、魚雷戦指揮用の測的所が前部マスト上に設置された。
1929年（昭和4年）から翌年頃に「球磨」は特別修理を行ったが、この時に3本の煙突のトップに雨水除け装置を装着した。「球磨」に装着された装置は開発初期のもので煙突のトップが3本共に膨らみが出来た。5,500トン型では他に煙突のトップが膨らみのあるのは「木曽」の1番煙突、2番煙突のみで、他の同型艦との大きな識別点になった。

### 近代化改装
1932年（昭和7年）9月8日から12月1日にかけて「球磨」は呉海軍工廠で近代化改装を受けた。主眼の一つは航空兵装の充実で、5番砲と6番砲の間に呉式二号(一型)射出機を装備し、九〇式水上偵察機1機を搭載した。水偵の揚げ降ろし用に後部マストにデリックが設けられ、後部マストは基部が三脚式になった。また作業用に射出機付近のシェルター甲板が右舷側に拡大された。
艦橋は羅針艦橋の側壁と天蓋が固定式となり、ガラス窓が設置された。また艦橋上に3.5m測距儀が設置され、艦橋の側面左右に見張所が新設された。
上部艦橋平面(羅針艦橋の1甲板下)は後方に拡大されて士官休憩室や作戦室を設置、旗甲板は羅針艦橋レベルに上げられた。
また旗甲板の後方、前部マスト三脚内に無線電信室が新設された。その他に前部マスト中段の測的所の1段上に前部見張所が新設された。
後部マスト三脚部に須式90cm探照灯2基(従来は1基)が装備され、その下に見張所も設置された。
その他に短艇甲板が後方(後部魚雷発射管上)に延長され、長良型・川内型と同様に7番砲まで甲板が続く形になった。

### 1941年まで
1935年（昭和10年）11月から翌年2月に3年式機砲を(留式)7.7mm機銃に換装した。同時期に友鶴事件による復元性能改善工事と第四艦隊事件による船体補強工事を行い、固定バラスト200トンを搭載した。またボイラーの重油専焼化も行った。この時点(1937年8月5日調査)で公試排水量7,151トン(平均吃水5.670m)、満載排水量7,823トン(平均吃水6.050m)になっていた。
1936年（昭和11年）6月から翌年3月の間に前部マストのトップが短縮された。
1937年（昭和12年）11月から12月に射出機を呉式二号三型に換装した。同時に8cm高角砲2門を25mm機銃連装2基に換装した。
1940年（昭和15年）8月から翌年1月に後部マスト上に装備の90cm探照灯2基を九二式110cm探照灯1基を換装、後部マスト探照灯下にあった見張所が撤去され、その位置に探照灯が下げられた。
1941年（昭和16年）夏に舷外電路が設置された。

### 太平洋戦争時
1942年（昭和17年）夏には14cm砲の上に留式7.7mm機銃を装備した。
1943年（昭和18年）10月23日から11月12日にシンガポールの第101工作部で5番14cm砲、射出機と後部マストのデリックを撤去、後部発射管上に左右舷各1基ずつの25mm3連装機銃を装備した。25mm機銃は3連装2基、連装2基となった。

## 艦歴

### 建造
「球磨」は1917年（大正6年）7月31日に製造の訓令が出された。計画時の名称は「第1号中型巡洋艦」。同年8月20日附達で球磨と命名される。1918年（大正7年）8月29日佐世保海軍工廠で起工、1919年（大正8年）7月14日午前9時進水、1920年（大正9年）8月31日に竣工した。呉鎮守府籍。

### 竣工後
竣工後すぐにシベリア出兵のためのシベリアへの日本軍の上陸を掩護する任務に就いた。続いて、旅順を拠点として関東州から青島にかけての中国沿岸の哨戒に当たった。
1920年12月1日、第二艦隊第四戦隊に編入。1921年12月1日、第一艦隊第三戦隊に編入。1923年12月1日、予備艦となる。1926年12月1日、第一艦隊第三戦隊に編入。1927年6月20日、予備艦となる。12月1日、第二遣外艦隊に編入。1928年12月1日、予備艦となる。1930年5月1日、第二遣外艦隊に編入。1932年9月8日、予備艦となる。12月1日、第二艦隊第二潜水戦隊に編入。第二潜水戦隊旗艦となった。1933年11月1日、馬公要港部に編入。1934年11月15日、第三艦隊第十戦隊に編入。1936年12月1日、予備艦となる。1937年11月20日、第四艦隊附属となる。12月1日、第四艦隊第三潜水戦隊に編入。1938年6月20日、第四艦隊第四航空戦隊に編入。
6月26日、第四航空戦隊司令官鮫島具重少将は、第四航空戦隊旗艦を水上機母艦「能登呂」から「球磨」に変更した。
8月1日、第四航空戦隊は第十三戦隊に改編される形で解隊された。鮫島少将は第十三戦隊（球磨、第11掃海隊、第2砲艦隊）司令官に補職され、「球磨」を第十三戦隊旗艦とした。
12月15日、第四艦隊第十二戦隊に編入。1939年11月15日、特別役務艦となる。1940年8月1日、予備艦となる。

### フィリピン侵攻
1941年（昭和16年）4月10日、「球磨」は第三艦隊第十六戦隊に編入された。
太平洋戦争緒戦では、軽巡洋艦「長良」を除いた第十六戦隊は重巡洋艦「摩耶」、特設水上機母艦「讃岐丸」、駆逐艦2隻と共に比島部隊主隊としてフィリピン進攻作戦に参加した。主隊の任務はフィリピンのビガン攻略を行なう第二急襲隊の支援であった。「讃岐丸」を除く主隊の「球磨」、重巡洋艦「足柄」、「摩耶」、駆逐艦「朝風」、「松風」は12月7日に澎湖諸島馬公から出撃。12月10日、主隊はアメリカ海軍第10哨戒航空団のPBYに発見され、続いて哨戒航空団の飛行艇（500ポンド爆弾4発搭載）5機による攻撃を受けたが命中弾はなかった。この後、主隊は碣石湾を経て12月14日に馬公に帰投した。
「足柄」、「摩耶」と「球磨」は12月19日に馬公から出撃してリンガエン湾上陸作戦支援にあたり、12月23日に馬公に帰投した。
1942年（昭和17年）1月3日、日本海軍はフィリピン攻略・警備・海上交通保護のため「球磨」、敷設艦「八重山」、砲艦隊1隊、特別根拠地隊2隊と附属隊をもって第三南遣艦隊を編成した。艦隊の当初の任務は、マニラ湾口の封鎖や、フィリピン各地の制圧・占領であった。
第三南遣艦隊令長官に親補された杉山六蔵海軍中将は、1月6日に高雄市で「球磨」に将旗を掲げた。艦隊司令部は1月9日にマニラへ進出、陸上に司令部を置いた。「球磨」は1月10日に高雄市を出港し、2月27日までフィリピン諸島の哨戒に当たった。
同年3月、「球磨」は南フィリピンの侵攻の掩護に就き、3月1日にセブ港を砲撃し、3月3日にミンダナオ島サンボアンガへの上陸を掩護した。「球磨」に乗船していた特設鎮守府特別陸戦隊が、抑留されていた80人の日本人を救出した。
4月9日未明、フィリピンのタノン海峡南側出口で「球磨」と水雷艇「雉」はアメリカ魚雷艇「PT-34」および「PT-41」と交戦した。「PT-34」の発射したMk18魚雷8発のうち1発がおそらく「球磨」に命中したが、爆発しなかった。PT-34は水上機母艦「讃岐丸」から発進した零式水上観測機により撃沈された。
4月10日、「球磨」は川口支隊（第2駆逐隊護衛）歩兵第35旅団司令部及び歩兵第124連隊のセブ島上陸を支援した。
4月16日、「球磨」は河村支隊（第二十四駆逐隊護衛）の歩兵第9旅団司令部及び歩兵第41連隊のパナイ島への上陸を援護した。
5月6日、「球磨」はマニラ湾のコレヒドール島のアメリカ軍要塞への最終的な攻撃を援護した。
「球磨」は8月上旬までマニラの哨戒に当たった。
8月7日、マニラを出発、12日に呉に帰港した。
呉海軍工廠で整備(8月29日から9月10日まで入渠)を行った後、
9月15日呉を出港、9月20日にマニラに到着した。

### 蘭印・ニューギニアでの活動
「球磨」は9月22日にマニラを出港し、9月24日香港に到着。9月25日附で第三南遣艦隊を除かれ、第十六戦隊(第二南遣艦隊所属)に編入される。
香港で第38師団を乗船させ(「球磨」には153名乗船)、「万光丸」と共に26日香港を出港、パラオを経由して10月10日にニューブリテン島ラバウル着、部隊を下船させた。「球磨」は同日ラバウルを出港し、バリクパパンを経由して、18日にセレベス島マカッサルに到着し、第十六戦隊に合流した。
11月下旬から12月上旬にかけて「球磨」や第九戦隊（「北上」、「大井」）などは第六十五旅団のマニラからラバウルへの輸送（夏輸送）に従事した。「球磨」は11月21日にアンボンを発して11月25日にマニラに到着。11月27日に第九戦隊とともにマニラを出港して12月3日にラバウルに着いた。「球磨」は人員400名、物件50トンを運んだ。
1943年1月9日、アンボン沖で軽巡洋艦「名取」がアメリカ潜水艦の雷撃を受け損傷。その直後、対潜哨戒中であった「球磨」搭載機が潜航中の潜水艦を発見して爆撃を行い1発が至近弾となったが爆発しなかった。長期間の使用により信管内の火薬が湿ったことが不発の原因であると推定された。
4月28日から5月25日まで、「球磨」はシンガポールの第101工作部(セレター海軍基地)で整備工事を行い、6月23日まで蘭印諸島周辺の哨戒を行った。
敵潜水艦による被害増加に対し、戦艦「大和」や第十六戦隊などの水偵をパラオへ派遣し対潜掃蕩にあたらせる命令が6月21日に出された。それにより、「球磨」と「鬼怒」の水偵はスラバヤからマカッサル、ケンダリー、ミリなどを経て、7月6日にパラオに着いた。
6月23日、マカッサルで第十六戦隊の「鬼怒」、「大井」、「北上」および「球磨」はアメリカ第5空軍第319飛行中隊第90爆撃隊(H)のB-24爆撃機17機による攻撃を受けた。翌6月24日、第十六戦隊の旗艦は「鬼怒」から「球磨」に移され、「鬼怒」は修理のため日本へ帰投した。「球磨」は10月23日まで蘭印諸島周辺の哨戒を行った。
「球磨」は10月23日よりシンガポールの第101工作部で改装工事を行い、5番(14cm)主砲、射出機とデリックを撤去、25mm3連装機銃2基装備し、25mm機銃は合計で10挺（3連装2基、連装2基）となった。「球磨」の改装工事は11月12日に完了した。

### 沈没
1943年12月31日、ラムリー島がイギリス軍の小規模な部隊による襲撃を受けた。そのため独立混成第24旅団の一部のメルギーへの輸送が決定され、「球磨」と重巡洋艦「足柄」、「青葉」、駆逐艦「浦波」が1944年1月3日にシンガポールから出航し、ペナンで陸兵約2000名を乗せ1月6日にメルギーに到着した。また、この機会に航空部隊の雷爆撃訓練が3度実施された。続いて4回目の訓練のため「球磨」は「浦波」とともに1月11日にペナンから出航しペラク島沖へと向かった。その途中、ペナン島北西端ムカヘッド岬の270度17カイリで「球磨」はイギリス潜水艦「タリホー」の雷撃を受けた。「タリホー」は距離1700メートルで7本の魚雷を発射し、雷跡を発見した「球磨」は取舵一杯で避けようとしたが、11時45分に魚雷2本が命中した。魚雷は右舷側から後部機械室と艦尾の艦長室の前に命中し、11時52分には爆雷のものと思われる爆発が起きて、午前11時57分(日本時間)に「球磨」は北緯05度26分 東経99度52分 / 北緯5.433度 東経99.867度で艦尾から沈没した。杉野修一艦長を含む生存者は「浦波」により救助されたが、乗員138人が戦死した。
「球磨」は1944年（昭和19年）3月10日に除籍された。

### 船体の発見と違法サルベージ
海底の「球磨」の船体は、2004年3月にオーストラリア人のダイバー・フォトジャーナリスト Kevin Denlayとシンガポールを拠点とする調査船Empressのダイバーたちによって発見された。しかし、2014年になってからマレーシアのサルベージ業者が屑鉄目当てに「球磨」の残骸の引き揚げ作業を行っている。近海に沈んでいる「羽黒」も同様の被害に遭っている。サルベージ作業は違法なもので、クレーン船を使って脆くなった船体を部分的に数十トンずつ千切って引き上げ、トンあたり2万円前後で売却された。

## 歴代艦長
※『艦長たちの軍艦史』133-135頁、『日本海軍史』第9巻・第10巻の「将官履歴」及び『官報』に基づく。階級は就任時のもの。

### 艤装員長
1. 青木董平 大佐：1919年7月14日[91] - 1920年1月10日[92]
2. （兼）青木董平 大佐：1920年1月10日[92] - 1920年8月31日

### 艦長
1. 青木董平 大佐：1920年1月10日[92] - 1921年2月15日
2. 宮村暦造 大佐：1921年2月15日 - 1921年11月1日
3. 右田熊五郎 大佐：1921年11月1日 - 1922年11月20日
4. 高橋寿太郎 大佐：1922年11月20日 - 1923年10月15日
5. （心得）松下薫 中佐：1923年10月15日 - 1923年12月1日
6. 松下薫 大佐：1923年12月1日 - 1924年5月10日
7. 橋本才輔 大佐：1924年5月10日 - 1924年12月1日
8. 今川真金 大佐：1924年12月1日[93] - 1925年4月20日[94]
9. （兼）山本土岐彦 大佐：1925年4月20日 - 1925年6月15日[95]
10. 井上繁則 中佐：1925年6月15日[95] - 1925年12月1日[96]
11. 福島貫三 大佐：1925年12月1日 - 1926年4月1日
12. 辺見辰彦 大佐：1926年4月1日 - 1926年11月1日
13. 大野寛 大佐：1926年11月1日 - 1927年12月1日
14. 林義寛 大佐：1927年12月1日 - 1929年11月30日
15. 杉坂悌二郎 大佐：1929年11月30日 - 1930年12月1日
16. 湯野川忠一 大佐：1930年12月1日 - 1931年12月1日
17. 角田貞雄 大佐：1931年12月1日 - 1932年12月1日
18. 熊岡譲 大佐：1932年12月1日 - 1933年11月15日
19. 堀内茂礼 大佐：1933年11月15日 - 1935年4月10日
20. 藍原有孝 大佐：1935年4月10日 - 1935年11月15日
21. 醍醐忠重 大佐：1935年11月15日 - 1936年12月1日
22. 佐藤勉 大佐：1936年12月1日 - 1938年6月15日
23. 八代祐吉 大佐：1938年6月15日 - 1939年5月18日
24. 小林謙五 大佐：1939年5月18日 - 1939年11月15日
25. 平塚四郎 大佐：1939年11月15日 - 1940年10月15日[97]
26. 江口松郎 大佐：1940年10月15日 - 1941年9月20日
27. 渋谷清見 大佐：1941年9月20日 - 1942年11月14日
28. 横山一郎 大佐：1942年11月14日 - 1943年8月14日
29. 杉野修一 大佐：1943年8月14日 -

## 公試成績
| 実施日 | 種類 | 排水量      | 回転数 | 出力            | 速力         | 場所 | 備考 | 出典   |
| ------ | ---- | ----------- | ------ | --------------- | ------------ | ---- | ---- | ------ |
|        |      | 5,451英トン |        | 91,229馬力(SHP) | 34.266ノット |      |      | [ 18 ] |